# Trophée David-Desharnais
Le trophée David-Desharnais est une récompense de la Ligue de hockey junior Maritimes Québec (LHJMQ) remise annuellement. Créé en 1969 et, il est tout d'abord remis au champion de la division Ouest de la LHJMQ puis, depuis l'année suivante, au joueur de hockey sur glace considéré comme ayant le meilleur esprit sportif tout en conservant des performances remarquables dans la LHJMQ.
Créé sous le nom de trophée Frank J. Selke, ancien dirigeant de la Ligue nationale de hockey, il est renommé en l'honneur de David Desharnais, triple lauréat, depuis le 17 septembre 2024.

## Lauréats
Ci-dessous sont listés les vainqueurs du trophée,:
- Trophée Frank J. Selke
  - 1969-1970 : Alouettes de Saint-Jérôme[2]
  - 1970-1971 : Normand Dubé, Castors de Sherbrooke
  - 1971-1972 : Gerry Teeple, Royals de Cornwall
  - 1972-1973 : Claude Larose, Rangers de Drummondville
  - 1973-1974 : Gary MacGregor, Royals de Cornwall
  - 1974-1975 : Jean-Luc Phaneuf, Bleu-Blanc-Rouge de Montréal
  - 1975-1976 : Normand Dupont, Junior de Montréal
  - 1976-1977 : Mike Bossy, National de Laval
  - 1977-1978 : Kevin Reeves, Junior de Montréal
  - 1978-1979 : Raymond Bourque, Éperviers de Verdun et Jean-François Sauvé, Draveurs de Trois-Rivières
  - 1979-1980 : Jean-François Sauvé, Draveurs de Trois-Rivières
  - 1980-1981 : Claude Verret, Draveurs de Trois-Rivières
  - 1981-1982 : Claude Verret, Draveurs de Trois-Rivières
  - 1982-1983 : Pat Lafontaine, Junior de Verdun
  - 1983-1984 : Jérôme Carrier, Junior de Verdun
  - 1984-1985 : Patrick Émond, Saguenéens de Chicoutimi
  - 1985-1986 : Jimmy Carson, Canadiens junior de Verdun
  - 1986-1987 : Luc Beausoleil, Voisins de Laval
  - 1987-1988 : Stephan Lebeau, Cataractes de Shawinigan
  - 1988-1989 : Steve Cadieux, Cataractes de Shawinigan
  - 1989-1990 : Andrew McKim, Olympiques de Hull
  - 1990-1991 : Yanic Perreault, Draveurs de Trois-Rivières
  - 1991-1992 : Martin Gendron, Laser de Saint-Hyacinthe
  - 1992-1993 : Martin Gendron, Laser de Saint-Hyacinthe
  - 1993-1994 : Yanick Dubé, Titan Collège français de Laval
  - 1994-1995 : Éric Dazé, Harfangs de Beauport
  - 1995-1996 : Christian Dubé, Faucons de Sherbrooke
  - 1996-1997 : Daniel Brière, Voltigeurs de Drummondville
  - 1997-1998 : Simon Laliberté, Wildcats de Moncton
  - 1998-1999 : Eric Chouinard, Remparts de Québec
  - 1999-2000 : Jonathan Roy, Wildcats de Moncton
  - 2000-2001 : Brandon Reid, Foreurs de Val-d'Or
  - 2001-2002 : Jason Pominville, Cataractes de Shawinigan
  - 2002-2003 : Patrick Thoresen, Drakkar de Baie-Comeau
  - 2003-2004 : Benoît Mondou, Cataractes de Shawinigan
  - 2004-2005 : David Desharnais, Saguenéens de Chicoutimi
  - 2005-2006 : David Desharnais, Saguenéens de Chicoutimi
  - 2006-2007 : David Desharnais, Saguenéens de Chicoutimi
  - 2007-2008 : Cédric Lalonde-McNicholl, Cataractes de Shawinigan
  - 2008-2009 : Cédric Lalonde-McNicholl, Cataractes de Shawinigan
  - 2009-2010 : Mike Hoffman, Sea Dogs de Saint-Jean
  - 2010-2011 : Philip-Michaël Pinard-Devos, Olympiques de Gatineau
  - 2011-2012 : Zach O'Brien, Titan d'Acadie-Bathurst
  - 2012-2013 : Zach O'Brien, Titan d'Acadie-Bathurst
  - 2013-2014 : Frédérick Gaudreau, Voltigeurs de Drummondville
  - 2014-2015 : Kyle Farrell, Screaming Eagles du Cap-Breton
  - 2015-2016 : Samuel Girard, Cataractes de Shawinigan
  - 2016-2017 : Hugo Roy, Phoenix de Sherbrooke
  - 2017-2018 : Joël Teasdale, Armada de Blainville-Boisbriand
  - 2018-2019 : Peter Abbandonato, Huskies de Rouyn-Noranda
  - 2019-2020 : Jakob Pelletier, Wildcats de Moncton
  - 2020-2021 : Dawson Mercer, Saguenéens de Chicoutimi
  - 2021-2022 : Jordan Dumais, Mooseheads d'Halifax
  - 2022-2023 : Attilio Biasca, Mooseheads d'Halifax
  - 2023-2024 : Preston Lounsbury, Wildcats de Moncton
- Trophée David-Desharnais
  - 2024-2025 : Julius Sumpf, Wildcats de Moncton